# Kepau Jaya
Kepau Jaya is een bestuurslaag in het regentschap Kampar van de provincie Riau, Indonesië. Kepau Jaya telt 3540 inwoners (volkstelling 2010).